# Half Moon Island
Half Moon Island (englisch für Halbmondinsel, spanisch Isla Media Luna) ist eine kleine, subantarktische Insel im Archipel der Südlichen Shetlandinseln. Sie liegt 1300 Meter nordwestlich von Livingston Island in der McFarlane Strait, die Livingston von Greenwich Island trennt. Von der Antarktischen Halbinsel ist Half Moon Island etwa 120 km entfernt.
Die sichel(„halbmond“)-förmige Insel stellt den Kraterrand eines einstigen Vulkans dar. Während der südliche und nördliche Bereich der Insel bergig sind und sich bis zu einer Höhe von 101 m erheben, erstreckt sich der mittlere Teil nur wenige Meter über Meereshöhe. In diesem Bereich, an der Meguante Cove, betreibt Argentinien seit 1955 eine antarktische Forschungsbasis, die Cámara-Station.
Half Moon Island ist die Heimat zahlreicher Seevögel, so beispielsweise des Zügelpinguins (Pygoscelis antarctica), der Dominikanermöwe (Larus dominicanus) und der Küstenseeschwalbe (Sterna paradisaea). Weddellrobben und Antarktischer Seebären tummeln sich regelmäßig an den Stränden.

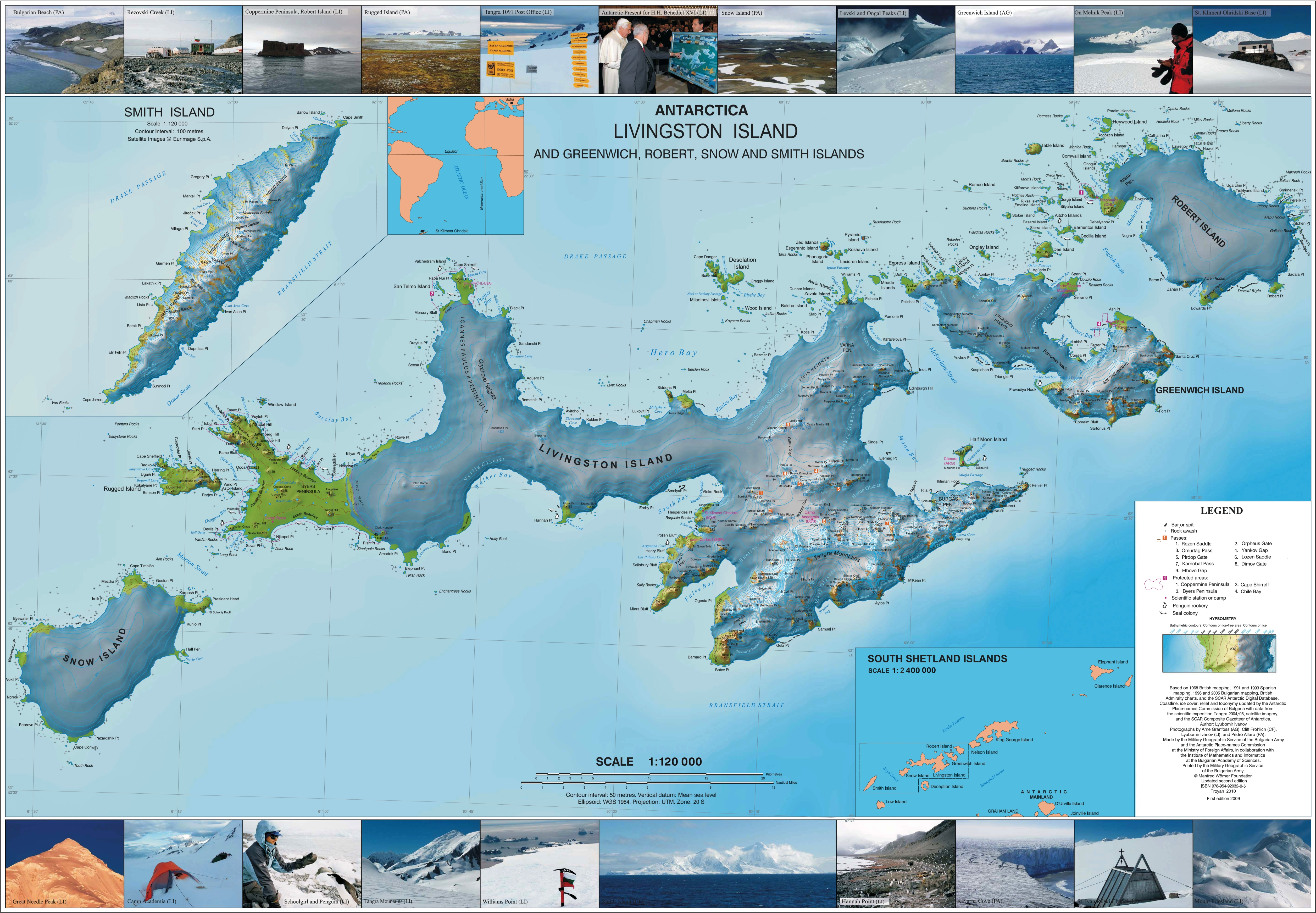
Topographische Karte
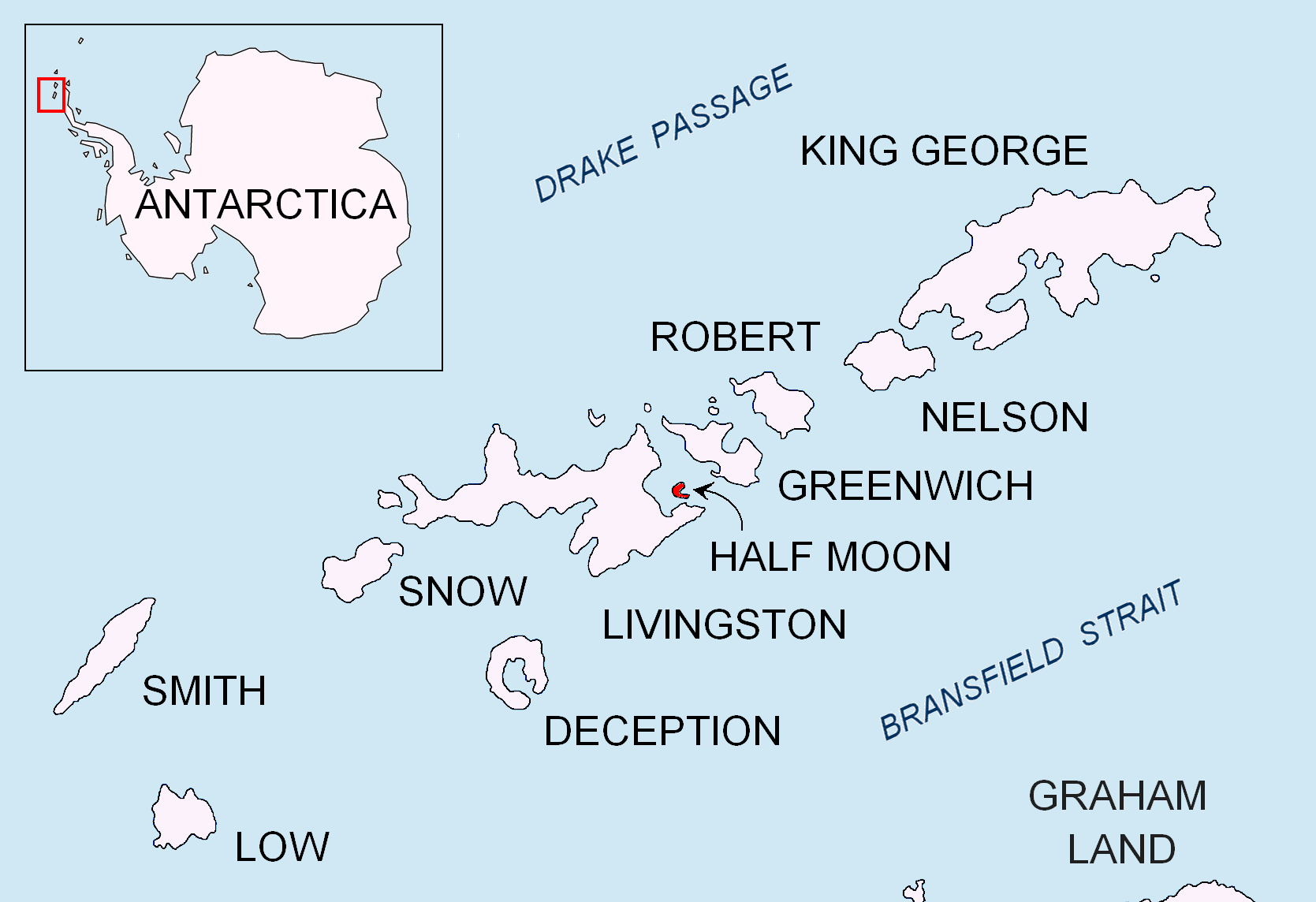
Südliche Shetlandinseln
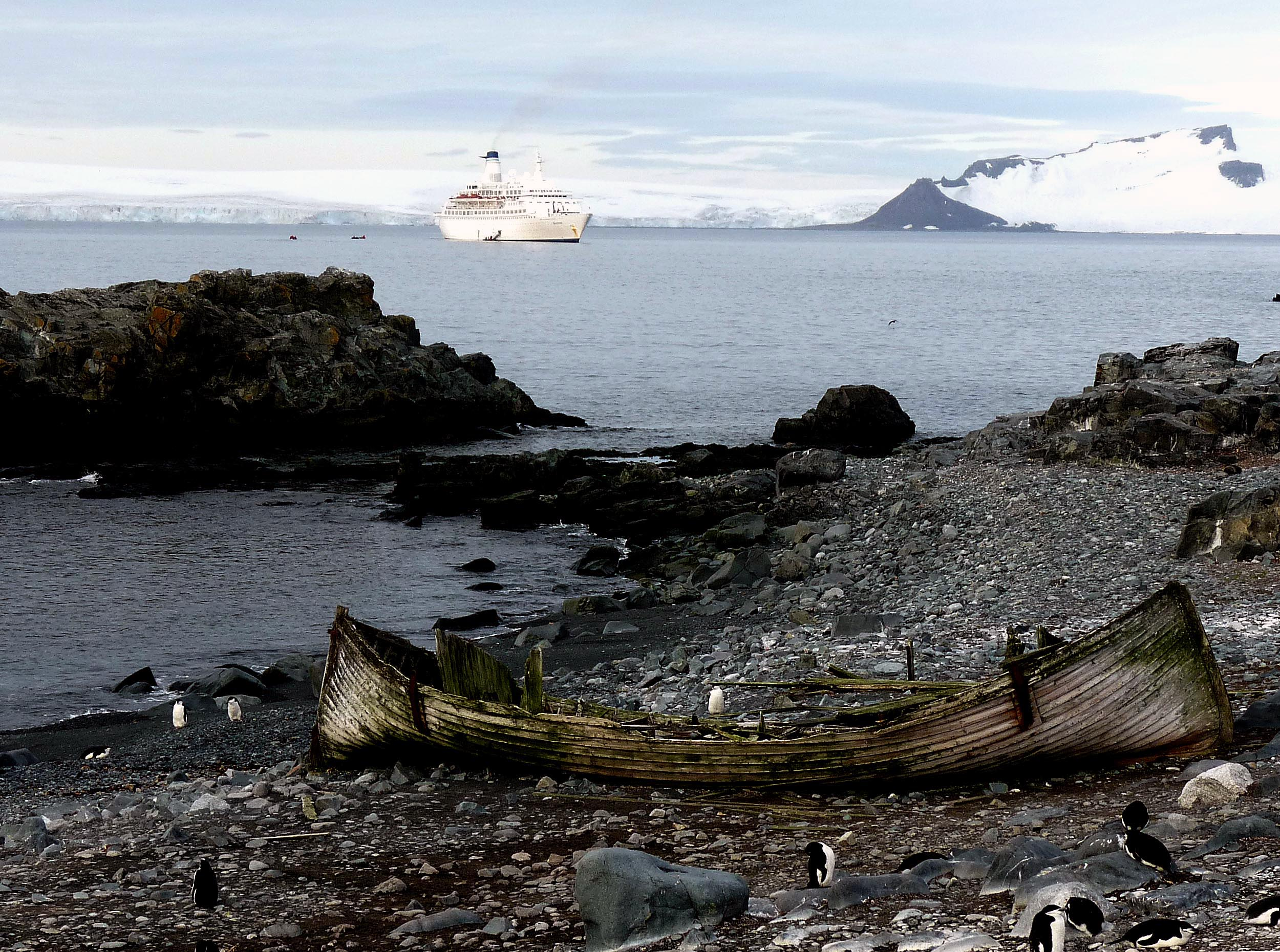
Pinguine mit Walfänger-Wasserboot (im Hintergrund: M/S Discovery)
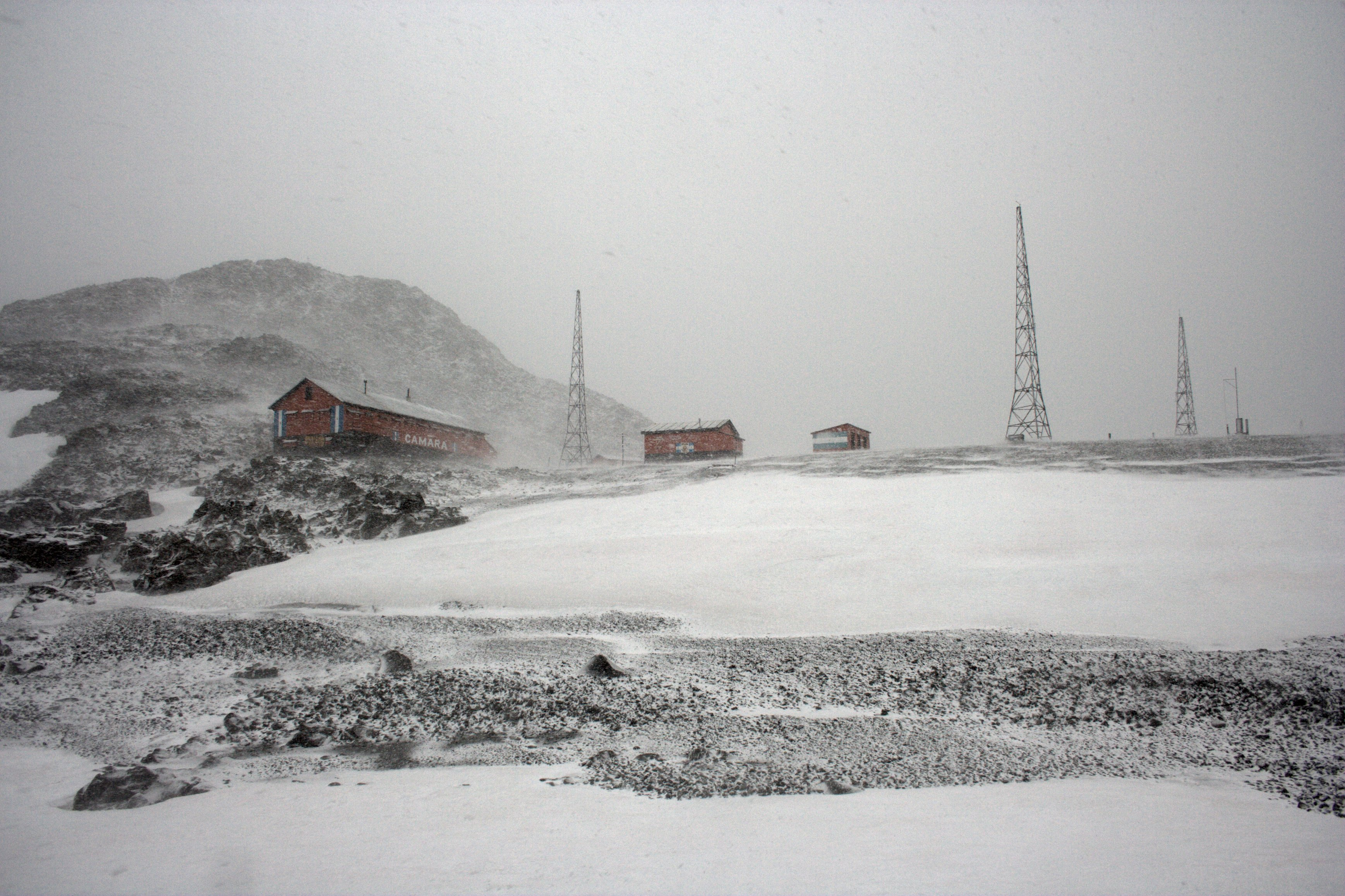
Die argentinische Station Cámara 2008

## Google Street View
Im September 2010 erweiterte Google seine Dienste Google Earth und Google Maps um Street View-Bilder von Half Moon Island. Die Erweiterung von Google Street View auf die Insel bedeutet, dass alle sieben Kontinente über Bilder durch den Dienst verfügen. Da die Insel keine Straßen hat, sind die Bilder mit einer Kamera auf einem Stativ aufgenommen worden.

## Kreuzfahrtziel
Die Insel wird bei Antarktis-Kreuzfahrten als Zwischenstopp genutzt, wobei der Höhepunkt der Besuche im November–März liegt.
Auf dem südlichen Teil der Insel gibt es einen 2.000 m langen Wanderweg, der es Touristen ermöglicht, die Tierwelt (hauptsächlich Zügelpinguine und Raubmöwen) und die umliegende Berglandschaft der nahe gelegenen Livingston- und Greenwich-Inseln aus der Nähe zu betrachten. Der Pfad beginnt an der Südseite der Menguante-Bucht, verläuft westwärts entlang des Strandes bis zur Cámara-Basis, biegt dann nach Norden entlang des Kopfes der Menguante-Bucht ab und steigt schließlich in nordöstlicher Richtung bis zum Gipfel des Xenia-Hügels an.

## Karte
- Lyubomir Ivanov: Antarctica: Livingston Island and Greenwich, Robert, Snow and Smith Islands. Topografische Karte im Maßstab 1:120.000. Manfred-Wörner-Stiftung, Troyan, 2009, ISBN 978-954-92032-6-4.